# Mago opiparis
Mago opiparis là một loài nhện trong họ Salticidae.
Loài này thuộc chi Mago. Mago opiparis được Eugène Simon miêu tả năm 1900.